# Haenschiella granulosa
Haenschiella granulosa är en insektsart som först beskrevs av Brunner von Wattenwyl 1895.  Haenschiella granulosa ingår i släktet Haenschiella och familjen vårtbitare. Inga underarter finns listade i Catalogue of Life.